# Galàxia infraroja ultralluminosa

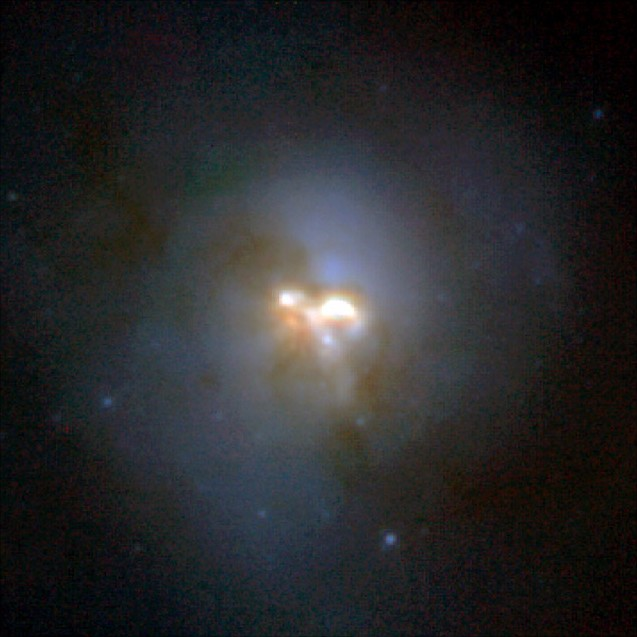
Foto de la col·lisió entre dues galàxies espirals al cor de la peculiar galàxia Arp 220 captada pel telescopi espacial Hubble.

Una galàxia infraroja ultralluminosa (ULIRG, de l'anglès UltraLuminous InfraRed Galaxy) és un tipus particular de galàxia que es caracteritza per tenir una lluminositat molt elevada a la regió infraroja de l'espectre electromagnètic, superior a 1012 lluminositats solars, és a dir, més de 100 vegades la lluminositat infraroja d'una galàxia normal com la Via Làctia.
Gairebé totes les ULIRGs mostren signes d'una interacció recent amb una altra galàxia, o són el resultat de la fusió de dues galàxies. La seva elevada lluminositat és deguda a la presència d'un nucli galàctic actiu, un esclat de formació estel·lar o ambdues coses. En aquestes galàxies, la major part de la radiació òptica i ultraviolada emesa pel nucli galàctic actiu o els estels joves està enfosquida per grans quantitats de pols, que s'escalfa i emet en l'infraroig.
Exemples d'aquesta classe de galàxies són Arp 220 i NGC 6240.